# Гарет Бари
Гарет Бари (на английски: Gareth Barry) е английски футболист, полузащитник.

## Отличия
Манчестър Сити
- ФА Къп (2011)
- Висша лига (2012)